# L'Île-d'Anticosti
L'Île-d'Anticosti es un municipio canadiense situado en la provincia de Quebec.

## Superficie
L'Île-d'Anticosti tiene una superficie de 7715,99 km².

## Demografía
En 2021, tenía 177 habitantes, una densidad poblacional de 0,02 hab./km², y 134 viviendas.